# Anthony Ireri Mukobo
Anthony Ireri Mukobo IMC (* 23. September 1949 in Mufu) ist ein kenianischer Ordensgeistlicher und emeritierter römisch-katholischer Bischof von Isiolo.

## Leben
Anthony Ireri Mukobo trat der Ordensgemeinschaft der Consolata-Missionare bei und empfing nach dem Studium der Philosophie und der Katholischen Theologie am 5. Januar 1980 das Sakrament der Priesterweihe. Nach weiterführenden Studien erwarb er 1983 an der Päpstlichen Fakultät Teresianum in Rom mit der Arbeit African Traditional Spirituality. Its role in the Present African Christian Spirituality with Particular Reference to the Embu, Gikuyu and Meru of Kenya („Afrikanische traditionelle Spiritualität. Ihre Rolle in der gegenwärtigen afrikanischen christlichen Spiritualität unter besonderer Berücksichtigung der Embu, Kikuyu und Meru in Kenia“) ein Lizenziat im Fach Spirituelle Theologie. Später lehrte Ireri Mukobo Missionswissenschaft am Priesterseminar Christ the King in Nyeri.
Papst Johannes Paul II. ernannte ihn am 22. Dezember 1999 zum Weihbischof in Nairobi und zum Titularbischof von Rusguniae. Der Präfekt der Kongregation für die Evangelisierung der Völker, Jozef Kardinal Tomko, spendete ihm und David Kamau Ng’ang’a am 18. März 2000 im Nyayo National Stadium in Nairobi die Bischofsweihe; Mitkonsekratoren waren Erzbischof Giovanni Tonucci, Apostolischer Nuntius in Kenia, und Raphael S. Ndingi Mwana a'Nzeki, Erzbischof von Nairobi. Sein Wahlspruch Lord increase our faith („Stärke unseren Glauben“) stammt aus Lk 17,5 .
Nach halbjähriger Sedisvakanz im Anschluss an die Ermordung seines Vorgängers Luigi Locati im Juli 2005 ernannte ihn Papst Benedikt XVI. am 25. Januar 2006 zum Apostolischen Vikar von Isiolo. Ireri Mukobo wurde am 4. April 2006 durch den Apostolischen Nuntius in Kenia, Erzbischof Alain Lebeaupin, in der Kathedrale St. Eusebius in Isiolo in sein Amt eingeführt. Anthony Ireri Mukobo wurde am 15. Februar 2023 mit der Erhebung des Apostolischen Vikariats Isiolo zum Bistum erster Bischof von Isiolo. Die Amtseinführung erfolgte am 22. April desselben Jahres.
In der Kenianischen Bischofskonferenz war Ireri Mukobo stellvertretender Vorsitzender der Missionskommission.
Am 28. September 2024 nahm Papst Franziskus seinen altersbedingten Rücktritt an.